# ريتا فولك
مارغريتا فولكوفينسكايا (بالروسية:  Маргарита Волковинская)؛ مواليد 3 سبتمبر 1990) المعروفة مهنيا بأسم ريتا فولك ممثلة أوزبكية أمريكية اشتهرت بظهورها في دور «ايمي رودنفلد» في المسلسل الرومانسية الكوميدي فاكينغ إيت.

## روابط خارجية
- ريتا فولك على موقع IMDb (الإنجليزية)
- ريتا فولك على موقع روتن توميتوز (الإنجليزية)
- ريتا فولك على موقع ألو سيني (الفرنسية)
- ريتا فولك على موقع قاعدة بيانات الفيلم (الإنجليزية)
- ريتا فولك على موقع كينوبويسك (الروسية)
- أم تي في فاكينغ إيت